# Wurmkogel
Wurmkogel är en bergstopp i Österrike.   Den ligger i distriktet Imst och förbundslandet Tyrolen, i den västra delen av landet. Toppen på Wurmkogel är 3 082 meter över havet.
Den högsta punkten i närheten är Schermerspitze, 3 116 meter över havet, norr om Wurmkogel.
Trakten runt Wurmkogel består i huvudsak av kala bergstoppar och isformationer.